# ディルク・ファン・デーレン
ディルク・クリスティアーンスゾーン・ファン・デーレン（Dirck Christiaensz. van Delen、姓の綴りはvan Deelenとも、1604年か1605年生まれ、1671年5月16日没）は、オランダの画家。建築物や教会の内部を描いた作品や静物画を描いた。

## 略歴
現在の北ブラバント州のフースデン(Heusden)で生まれた。ファン・デーレンが生まれた後、しばらく家族はブレダに移ったとされる。誰の弟子であったかについては、アルノルト・ホウブラーケンはフランス・ハルスであったと伝えたが、これは正しくないと考えられている。20世紀初めの美術史家Jantzenはプラハなどで建築画を描いたヘンドリク・アールツ(Hendrick Aerts: 1565/1575-1603) の弟子であったと主張したが、デルフトでバルトロメウス・ファン・バッセン(Bartholomeus van Bassen: 1590–1652)かピーテル・ファン・ブロンクホルスト(Pieter van Bronckhorst: 1588–1661)の弟子であった可能性が高い。ファン・デーレンの作品にアールツの影響がみられるのはデルフトの画家たちを通してそのスタイルを継承したためと考えられている。
1623年にローマに旅し修行したとされ、1625年にはゼーラントのアルネマイデン(Arnemuiden)の市長の娘とミデルブルフで結婚した。1626年にアルネマイデンに移り、1628年に市民権を得た。1671年までアルネマイデンで暮らし、市の役職にも就いた。1650年に最初の妻が亡くなると、同年再婚するが、1652年に2番目の妻も亡くなり、1658年に3度目の結婚をした。
1639年から1665年の間、ミデルブルフの聖ルカ組合のメンバーであった。
教会の内部や宴会をする人々などがいる室内画を描いた。架空の宮殿や教会を描いた作品や静物画も残した。バルトロメウス・ファン・バッセンやアントニー・パラメデスゾーン、ディルク・ハルス、ヤーコブ。デュック(Jacob Duck: 1660-1667)、ピーテル・コッデ(Pieter Codde: 1599-1678)といった人物画を得意とする画家と共作もした。

## 作品

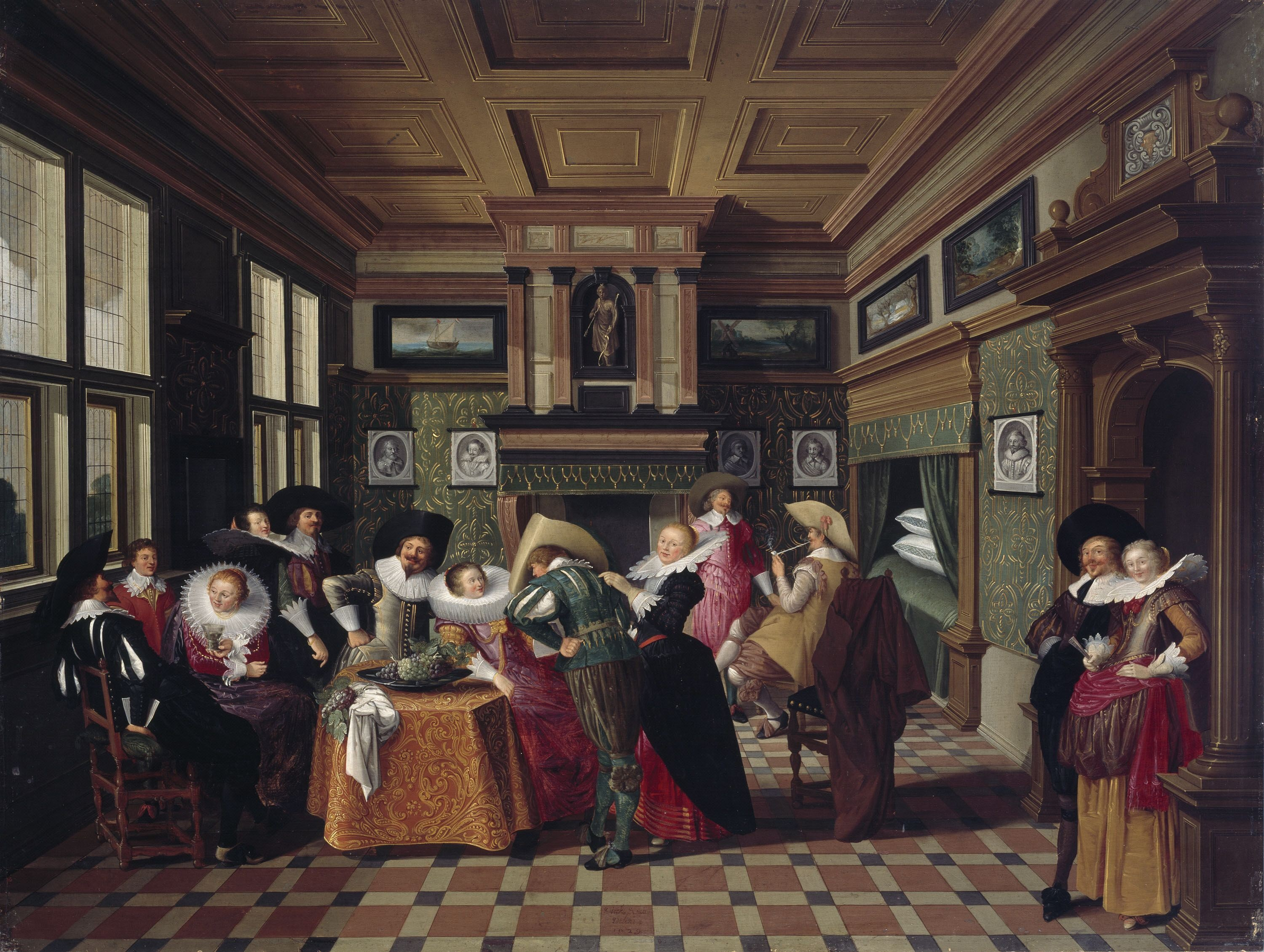
軍人と婦人のいる室内、ディルク・ハルスと共作、(1629) アイルランド国立美術館
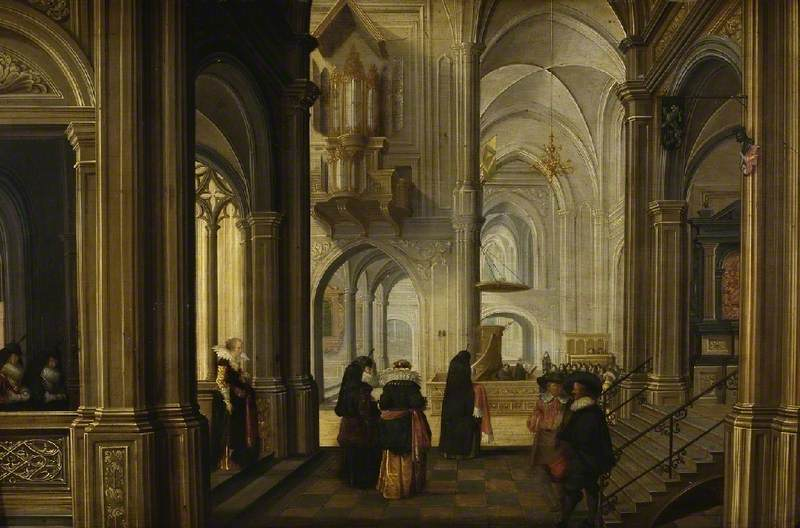
教会の内部 (1628) フィッツウィリアム美術館
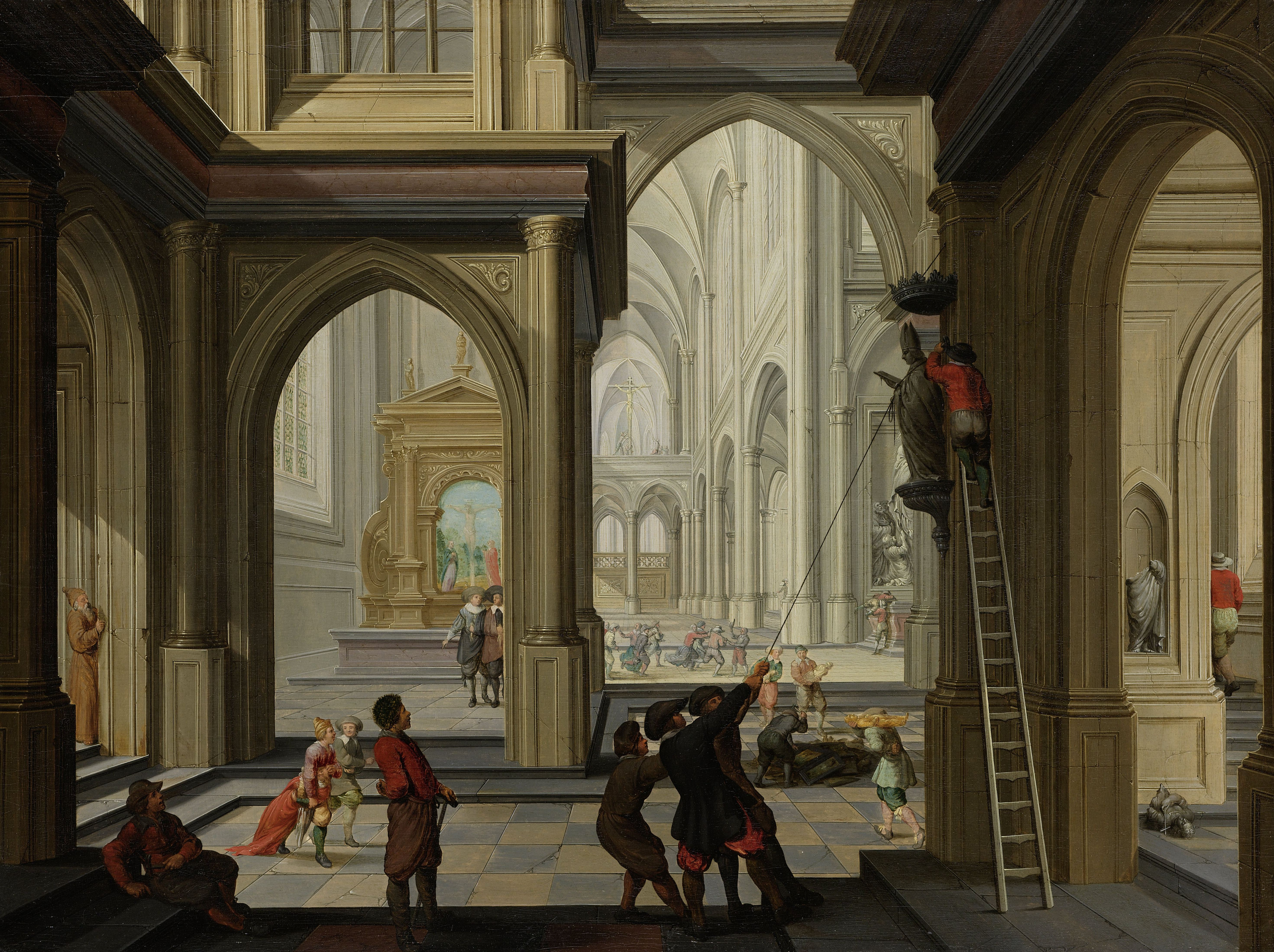
教会の偶像破壊 (1630) アムステルダム国立美術館
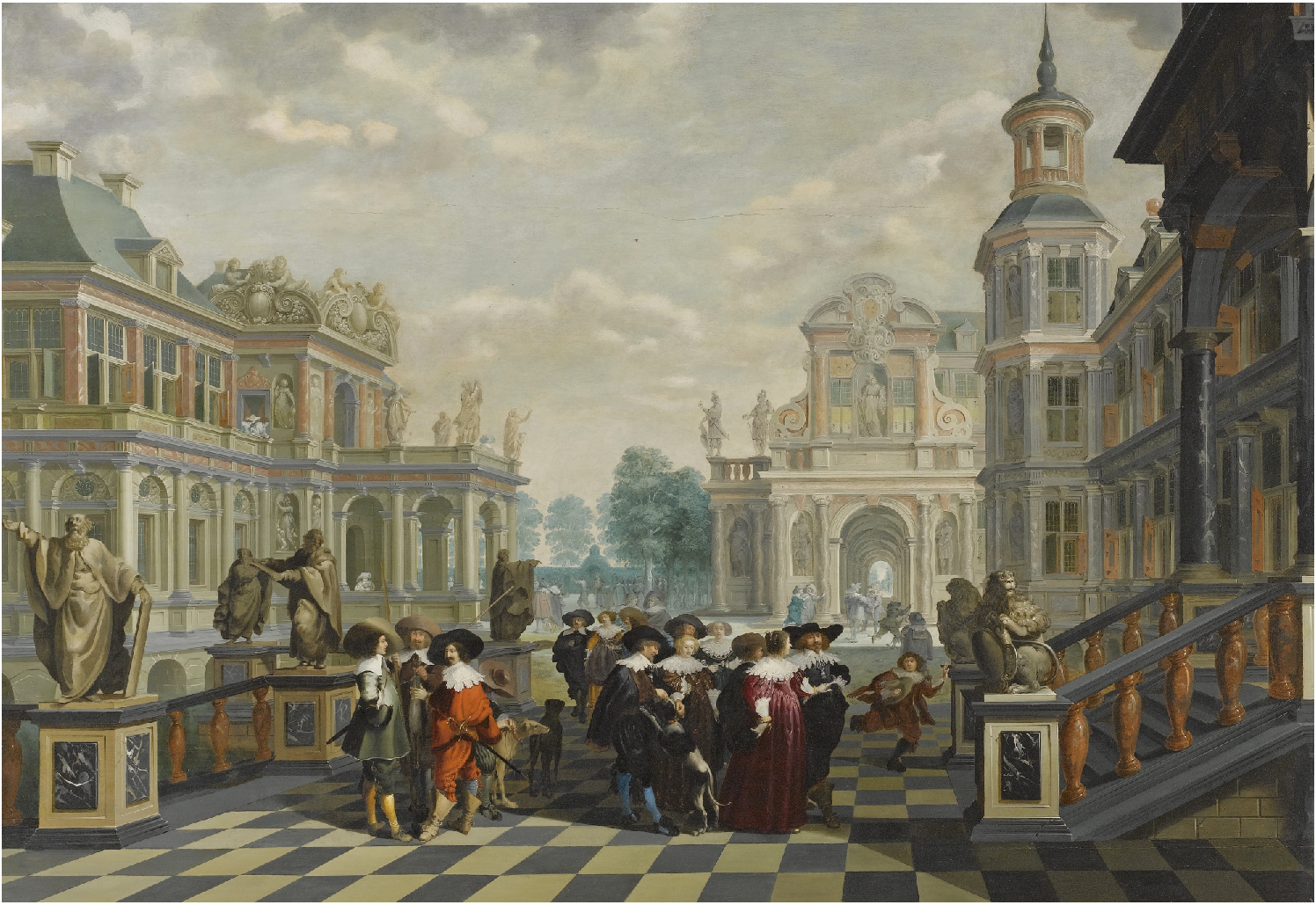
優美な人々のいる宮殿の中庭 (c.1635) 個人蔵
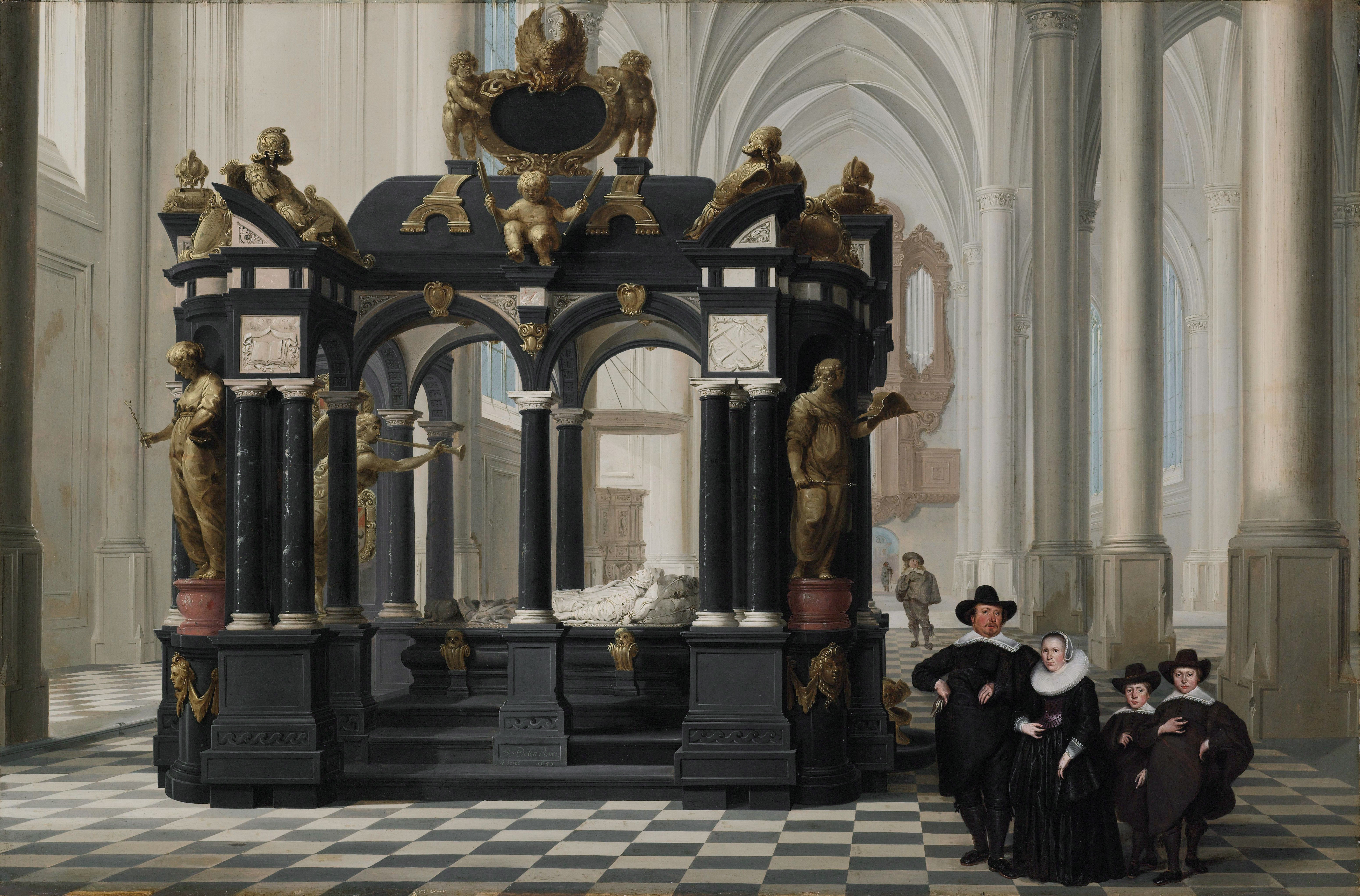
デルフトの新教会のウィレム1世 (オラニエ公)の墓のそばの家族 (1645)　アムステルダム国立美術館
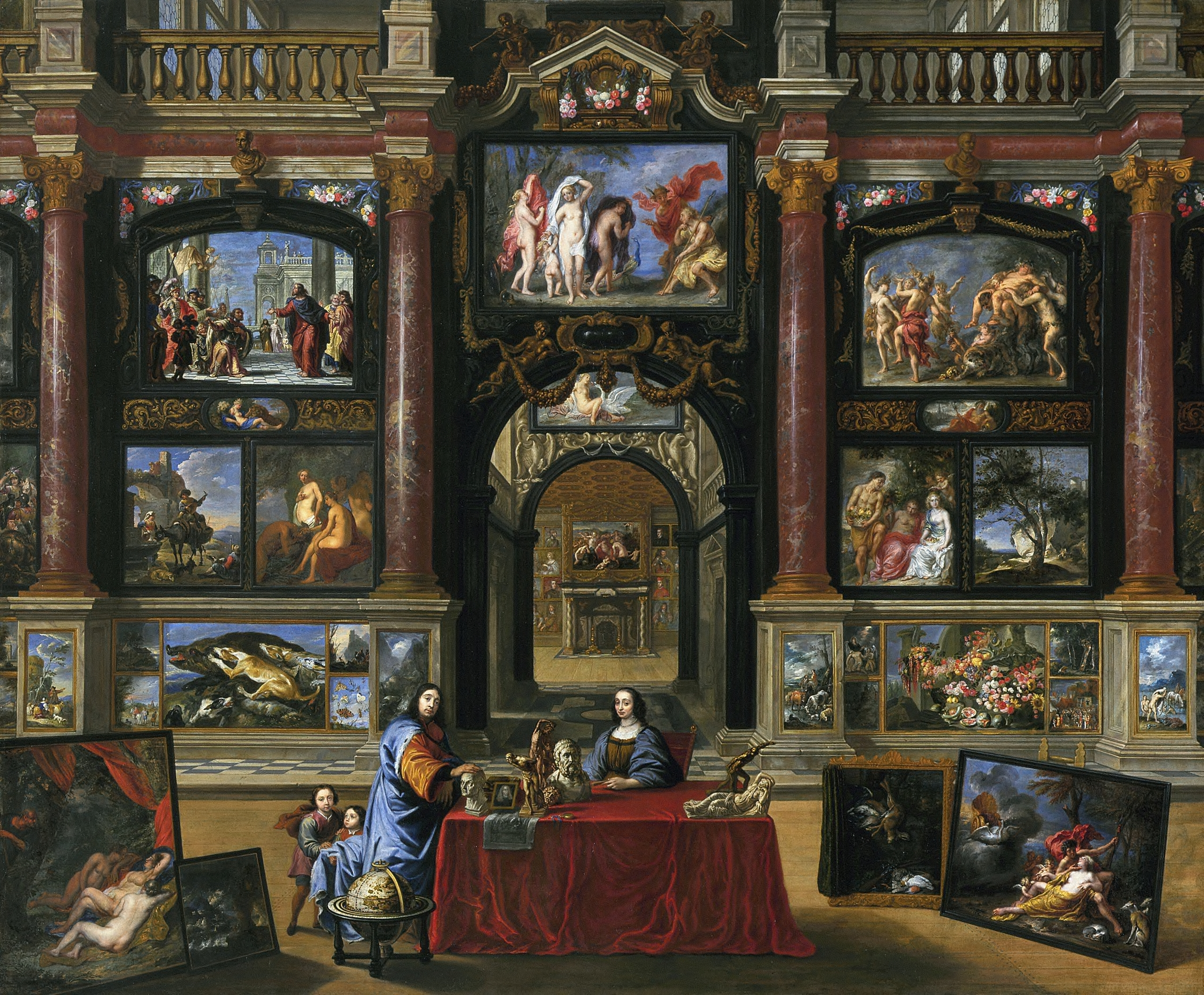
絵画コレクションの前の人物のいる室内、ゴンザレス・コークスと共作